# Guepinia helvelloides
Phlogiotis helvelloides, Tremiscus helvelloides · Guépinie en helvelle
Espèce
La Guépinie en helvelle (Guepinia helvelloides) est une espèce de champignons basidiomycètes de la famille des Exidiaceae. C'est un champignon gélatineux et tenace de couleur rose orangé, en forme d'entonnoir fendu. Elle est associée aux conifères et apparaît en été et en automne dans tout l'hémisphère nord. Elle est comestible, même crue, mais n'a pas beaucoup de goût. On l'apprête parfois en salade.

## Dénominations et taxinomie

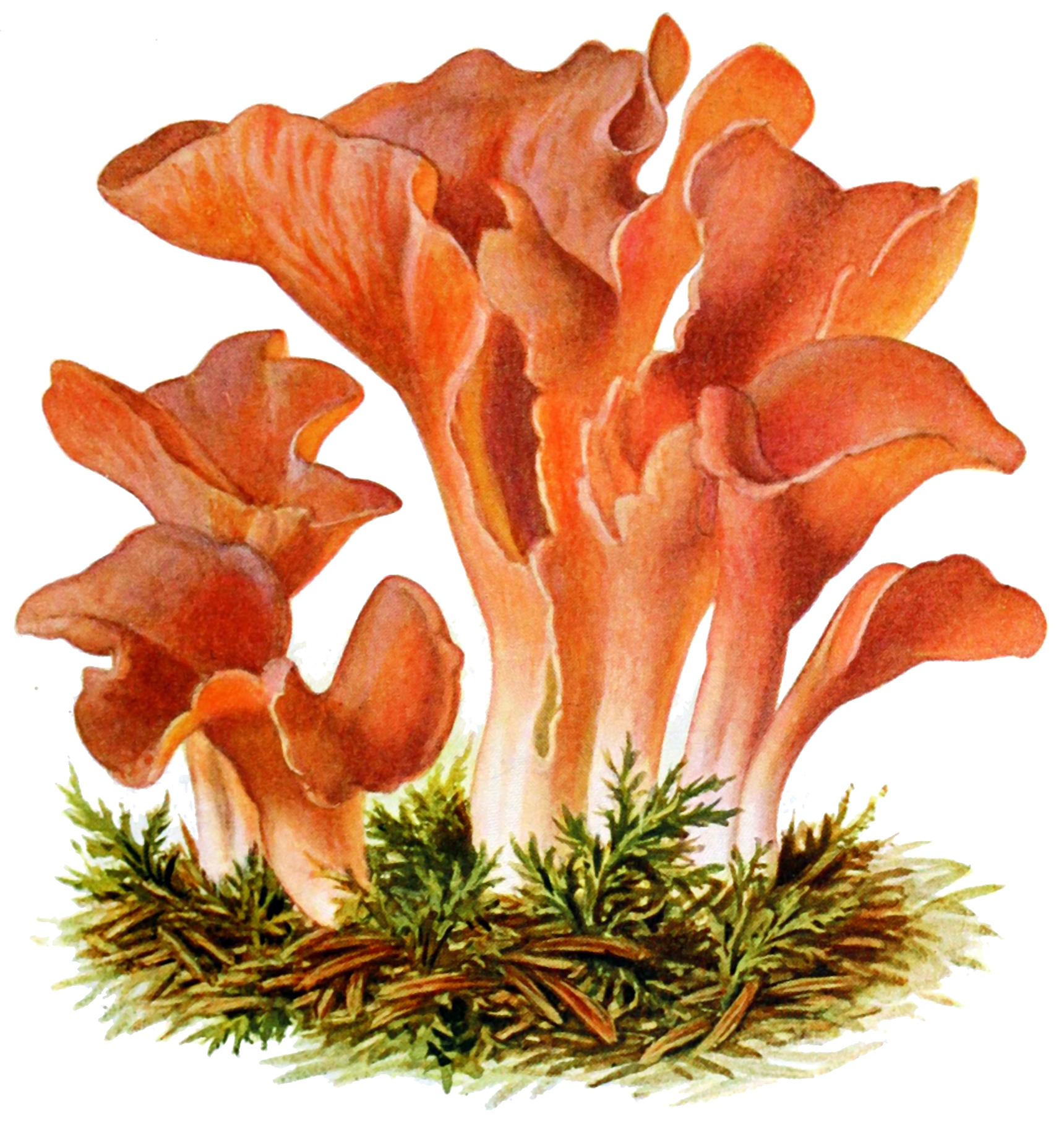
Illustration de 1905.

L'espèce est citée pour la première fois en 1778 par le botaniste néerlandais Nikolaus Joseph von Jacquin sous le nom de Tremella rufa. En 1805, Augustin Pyrame de Candolle décrit indépendamment Tremella helvelloides, la « Tremelle helvelle », à partir d'un spécimen trouvé en automne, « dans un bois de hêtres assez humide, non loin du pied du Jura ». Elias Magnus Fries transfère l'espèce en 1828 dans le genre Guepinia, créé en l'honneur du botaniste français Jean-Baptiste-Pierre Guépin, « grand expert de la flore, qui a découvert des champignons rarissimes ». S'il note l'antériorité de la description de von Jacquin, il la déclare incomplète et sanctionne le nom choisi par De Candolle pour la nouvelle combinaison Guepinia helvelloides .
L'épithète spécifique rufa continue néanmoins d'être préférée par certains de ses successeurs : ainsi, Lucien Quélet en fait l'espèce type du genre Phlogiotis sous le nom Phlogiotis rufa en 1886, et Julius Oscar Brefeld celle de Gyrocephalus (Gyrocephalus rufus), en 1888. En 1936, George Willard Martin (en) note que le nom Guepinia n'est pas valide, car utilisé avant Fries par Toussaint Bastard en 1812 pour un genre de Brassicaceae. Il valide ainsi la création de Quélet et le nom Phlogiotis helvelloides. Finalement, Marinus Anton Donk propose en 1958 le transfert dans le genre Tremiscus. Si la nomenclature reconnait aujourd'hui la validité de Guepinia helvelloides (DC.) Fr., les noms Phlogiotis helvelloides (DC.) G.W. Martin, et Tremiscus helvelloides (DC.) Donk sont encore très souvent rencontrés dans la littérature spécialisée.
En plus des noms français issus de son histoire taxinomique, comme « Guépinie en helvelle » ou « Guépinie rousse », le champignon est parfois cité sous le nom « Oreille-de-veau ». Dans le Nord-Ouest Pacifique, il est en outre connu comme « gelée abricot » (en anglais : apricot jelly).

## Description

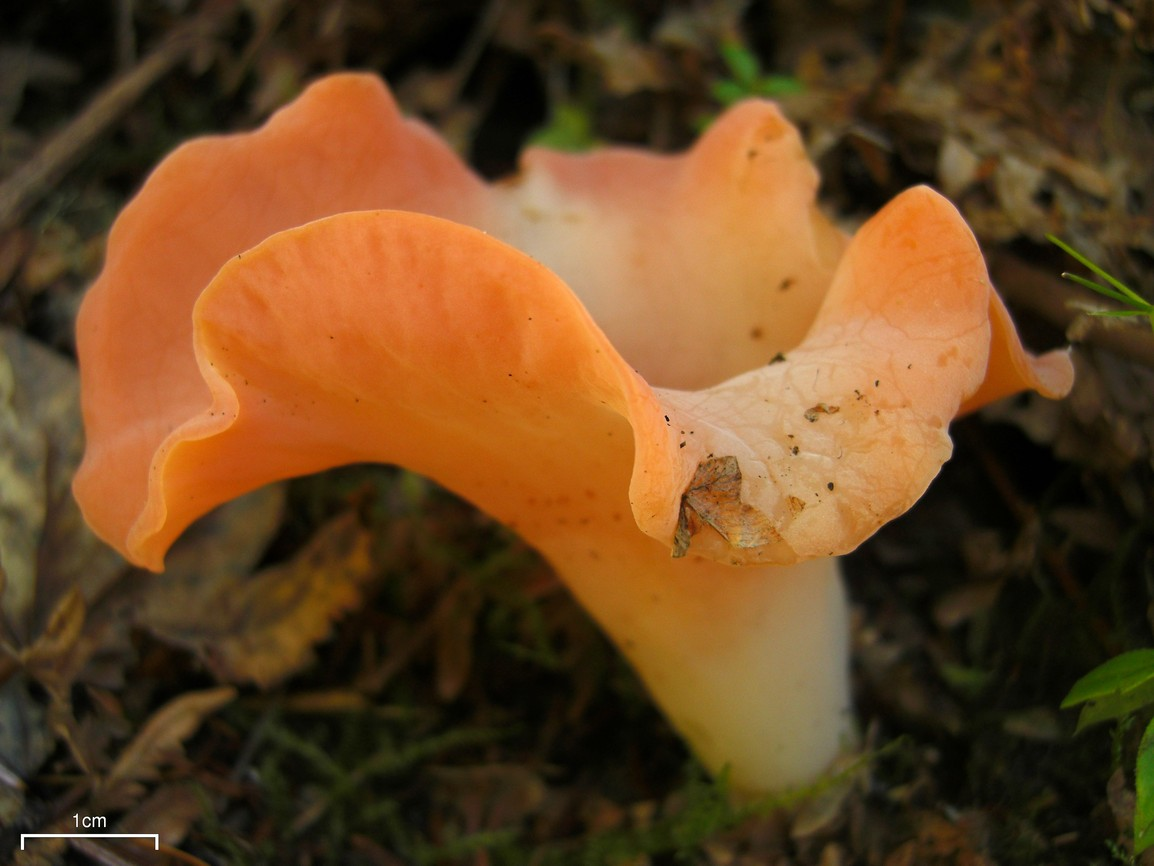
Plan rapproché sur un spécimen en Colombie-Britannique, au Canada.

Le champignon forme un basidiome dressé, de 3 à 12 cm de diamètre. Il a une forme d'oreille, de spatule ou d'entonnoir, fendu sur un côté. Le bord supérieur est en éventail, avec une marge ondulée. Il est cartilagineux, translucide et un peu visqueux, de couleur rose orange à roux-incarnat. La face interne est lisse et mate, parfois pruineuse, et la face externe, qui constitue l'hyménium, est souvent ridulée ou veinée avec l'âge. Le stipe est court et excentré, blanchâtre vers la base. La chair est gélatineuse et élastique, à saveur et odeur indistinctes. La sporée est blanche.

### Espèces proches
La Guépinie en helvelle est assez facile à reconnaître. Certaines espèces du genre Otidea sont morphologiquement identiques, mais se distinguent par leurs colorations et certains caractères microscopiques.

## Distribution et habitat

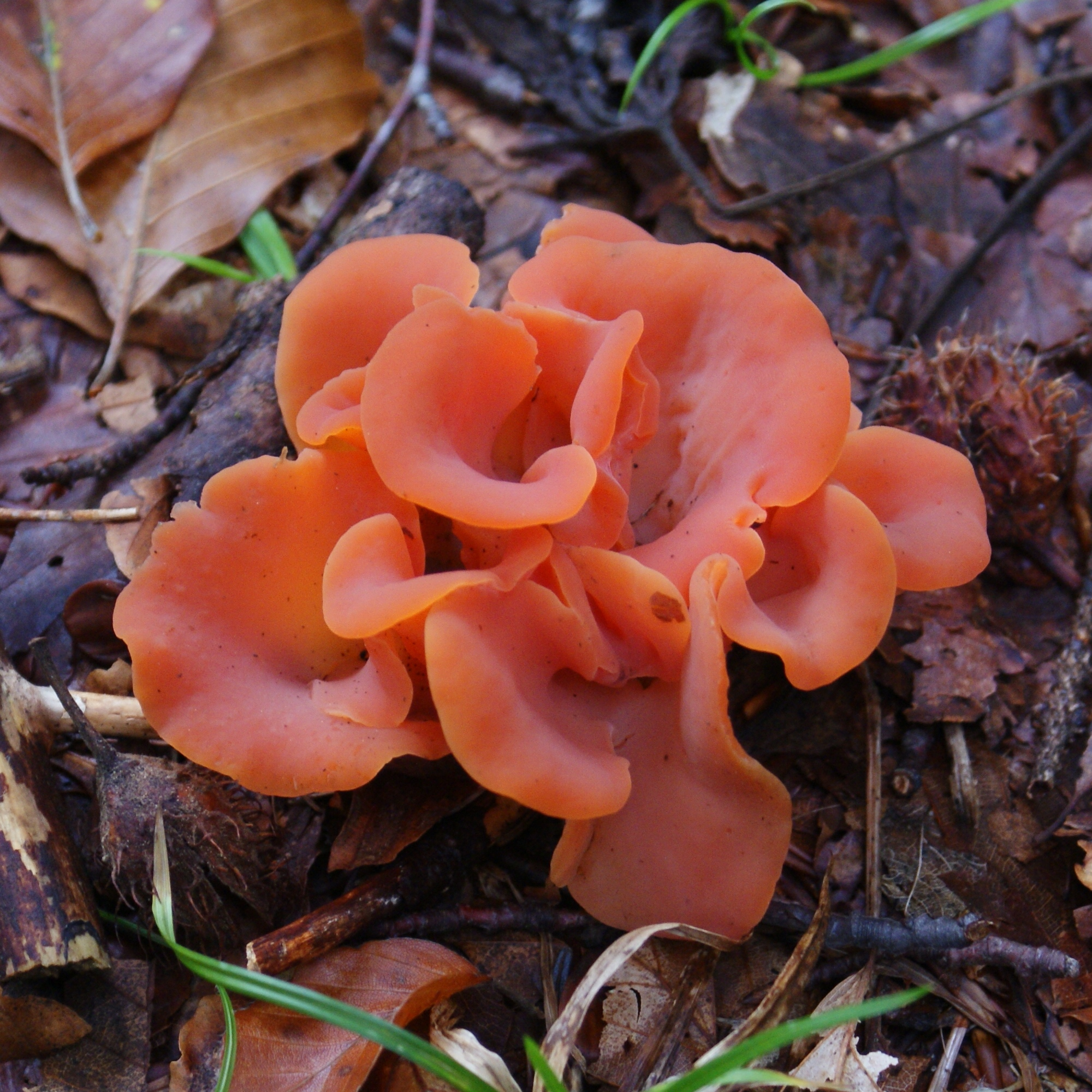
Exemple de croissance cespiteuse dans le Vercors, en France.

C'est une espèce saprotrophe qui pousse sur sols calcaires, surtout en zones montagneuses, souvent en relation avec du bois pourrissant ou enfoui de conifères. Elle apparaît  en milieux humides et ombragés, dans l'humus, les mousses ou l'herbe des bords de sentiers, des buissons et des coupes de bois. Elle croît isolée ou en groupes, parfois cespiteux ou fasciculés. 
En Grande-Bretagne, où il était enregistrée comme relativement rare, le champignon est réapparu loin de son habitat naturel d'altitude. Si on a cru d'abord à une introduction, il semblerait qu'il soit simplement descendu en plaine en relation avec la perturbation des sols, comme cela avait été observé pour l'Épilobe en épi (Chamerion angustifolium) au XIXe siècle.
La Guépinie en helvelle est largement distribuée dans tout l'hémisphère nord : en Amérique du Nord, en Europe jusqu'en Turquie et en Iran, et dans certaines régions de Chine. Elle a également été rapportée au Brésil et à Porto Rico. Le champignon fructifie de juillet à octobre, parfois jusqu'en hiver sous les climats plus doux.

## Comestibilité
C'est un champignon comestible, mais jugé sans valeur. Un auteur français l'aurait décrit comme « un morceau de fruit confit, mais sans l'enrobage de sucre glace ». Il est parfois consommé cru en salade, par exemple avec des œufs durs, de la ciboulette et des câpres. Il peut aussi être conservé au vinaigre. Sa chair en elle-même est insipide.